# Arverni
Arverni je naziv za keltski, odnosno galski narod koji je u posljednjih nekoliko stoljeća 1. tisućljeće pr. Kr. živio na području današnje Francuske koja se po njima naziva Auvergne. Bili su poznati kao jedno od najmoćnijih galskih plemena, koje se u nekoliko navrata suprotstavilo Rimljanima, posljednji put na čelu svegalske konfederacije kojoj je vođa bio Vercingetoriks. Glavni grad im je bio Gergovija, koji se nalazio u blizini suvremenog Clermont-Ferranda.